# Vietteria ampliata
Vietteria ampliata är en fjärilsart som beskrevs av Butler 1878. Vietteria ampliata ingår i släktet Vietteria och familjen tofsspinnare. Inga underarter finns listade i Catalogue of Life.